# Drabet på Michael Pichard
Drabet på Michael Pichard fandt sted den 21. juni 2002 da to Bandidos-rockere begik bankrøveri mod Nordeas filial i Ålsgårde i Nordsjælland. Den 41-årige familiefar Pichard, hvis kone og datter var gået ind i banken umiddelbart før røveriet, så gennem ruden, hvad der foregik, og bakkede sin bil ind i den motorcykel, der tjente som røvernes flugtkøretøj. Den ene røver opdagede det, løb ud og skød og dræbte Pichard. Bagefter lykkedes det de to røvere at undslippe på motorcyklen.
Efter det fatale bankrøveri fulgte fire måneders intensiv politiefterforskning, før de to gerningsmænd blev anholdt. I 2003 blev 26-årige Jakob Daniel Winefeld og 36-årige Robin Nielsen af et nævningeting i Østre Landsret kendt skyldige i både drab og røveri og idømt 16 års fængsel. På grund af sagens brutale karakter fik den meget opmærksomhed i pressen. Kort tid efter drabet og røveriet valgte Nordea at gøre deres filial i Ålsgårde til deres første kontantløse bank i Danmark.

## Baggrund
Michael Pichard var en 41-årig familiefar, som var kæreste med Heidi Johansen og far til parrets to børn, ni-årige Line og syv-årige Mikkel. Nordeas bank i Ålsgårde var blevet udsat for to bankrøverier på en uge, den 14. og 20. juni 2002. I 2002 var der 222 bankrøverier i Danmark. Det er det næsthøjeste, siden man begyndte at tælle i 1970.

### Røveri og drabet
Den 21. juni 2002 ved middagstid kører Michael Pichard ind på parkeringspladsen ved Ålsgårdecentret og parkerer bag Nordea. Med sig har han kæresten, Heidi Johansen, og deres ni-årige datter Line. De skal i banken for at veksle de tyrkiske lira, de ikke fik brugt på deres ferie, og hæve penge til Lines fødselsdagsgave. Heidi og Line går ind i banken, mens Michael Pichard bliver i bilen. Mens de står i kø, spørger Line, om hun må få en cola, og Heidi sender hende over i Købmanden. Hun når at blive færdig i banken, før Line kommer tilbage. På vej tilbage til Pichard springer hun til side, da en gul motorcykel med på to mænd på kommer kørende mod hende på gangstien. Ved bilen opdager hun, at Line ikke er kommet endnu, og derfor går hun tilbage rundt om bygningen for at finde hende. I mellemtiden er de to mænd sprunget af motorcyklen og løbet ind i banken for at begå røveri. Den ene i mørkt tøj går frem og tilbage foran indgangen, mens den anden i lyst tøj tømmer kasserne og bankboksen. De har begge motorcykelhjelme på ud over elefanthuerne. Heidi går ind i banken imens røveriet finder sted.
På parkeringspladsen opdagede Pichard, at der var noget galt inden i banken. Han bakkede sin grønne Hyundai Accent ind i røvernes gule motorcykel. Da røverne kom ud af banken og opdagede, hvad han havde gjort, skød den ene røver på klos hold ind igennem bilens bagrude. Skuddet ramte Pichard i nakken, og han var død ved ankomsten til sygehuset i Helsingør. Begge røvere stak herefter af på motorcyklen med 548.808 kroner i kontanter. De flygtede i høj fart sydpå mod Espergærde. Ved en øde rasteplads efterlod de den gule flugtmotorcykel i et buskads, hvor politiet fandt den et par timer senere. Den viste sig at være stjålet på Amagerbrogade aftenen før. Gerningsmændene menes derefter at være kørt fra rastepladsen i en ventende flugtbil. Flere vidner så efterfølgende en sort Mercedes køre med op mod 200 kilometer i timen i nødsporet på Helsingørmotorvejen i sydgående retning. Det var tredje gang på kun en uge, Nordea i Ålsgårde var udsat for røveri. Begge gange lykkedes det politiet at anholde røverne.

### Efterforskning og anholdelser
Samme dag fandt en motorcykelbetjent den skjulte motorcykel ved rastepladsen. På rastepladsen var der også tydelige dækspor nær jordbunken, og kriminalteknikerne kunne se, at der var blevet sat i gang med hjulspind, så jord fra bunken måtte være sprøjtet op under bilen. Teknikerne tog prøver af jorden og gipsaftryk af dæksporene. Efterforskerne kunne ikke se noget på overvågningsvideoen, som kunne bruges til at identificere røverne. Meldingen fra statsadvokat Erik Merlung var at sagen skulle opklares med "alle tilrådighedstående midler". Efterforskerne sendte overvågningsbåndene fra røveriet til granskning hos retsantropologen Niels Lynnerup, som lavede en analyse af overvågningsbåndene fra banken og sammenholdte dem med andre optagelser af de to mistænkte rockere og opdagede hurtigt en afslørende detalje på overvågningen, som politiet havde overset; røveren i det mørke tøj havde en såkaldt hyperextension på knæleddet, hvilket vil sige, at han overstrækker, når han går. Lynnerup analyserede optagelserne med hjælp fra arkitekten Jens Vedel, der er ekspert i fotogrammetri. Fotogrammetri anvendes inden for arkitektur til at beregne bygningers mål, og metoden kan overføres til kropsmål. Det foregår ved, at billederne fra overvågningskameraerne overføres til computer. I 2003 rejste Lynnerup og Vedel til Stockholm for at lave en gangartsanalyse af den mistænkte til Anna Lindh-mordet. Analysen blev aldrig brugt, da politiet fandt dna-materiale fra morderens bukser, som han havde gravet ned.
Politiet modtog omkring 500 henvendelser i sagen. Den 30. juni 2002 udlovede Nordea en dusør på 100.000 kroner for oplysninger. Under efterforskningen fik Helsingør Politi assistance af Rigspolitiets Rejsehold. Den 2. oktober 2002 blev Bandidos-rockerne Jacob Winefeld og Robin Nielsen anholdt og sigtet for drab og røveri. Under politiaktionen deltog mere end 100 politifolk fra Helsingør, København, Rigspolitiet og politiet i Gladsaxe, Gentofte, Frederikssund og Tårnby. Politiet fandt den sorte Mercedes, som stod på et værksted i Gentofte, hvor den var ved at blive repareret. I forbindelse med efterforskningen havde Bandidos-rockeren Nils Petter Danvold med tilnavnet "Niller" udpeget de to Bandidos-medlemmer, der begik bankrøveriet og drabet i Ålsgårde for politiet. Han døde af kræft den 8. maj 2003.

### Retssagen
Ved anholdelsen ville de to rockere ikke udtale sig, men deres advokater oplyste, at de nægtede sig skyldige. Retssagen startede den 15. september 2003 i Østre Landsret. Under retssagen oplyste statsadvokat Erik Merlung, at "Niller", der havde en høj status i Bandidos, i årevis havde fungeret som meddeler for politiet, og at han i denne sag også havde fortalt politiet, hvem der begik røveriet og drabet. Statsadvokat Erik Merlung udtalte; "Det var en likvidering. Et drab udført iskoldt og resolut med et usselt og skident motiv: at rage penge til sig." "Der var tale om en fuldstændigt uskyldig mand, der ser en farlig situation udvikle sig og tror, at hans barn er i fare. Så handler man instinktivt. Og Michael Pichard udviste en civil courage, som man kunne ønske sig blev set lidt oftere i vores samfund." Han krævede begge idømt fængsel på livstid. 
Den 2. oktober 2003 bliver Jakob Winefeld og Robin Nielsen begge idømt 16 års fængsel for røveri og drab på grund af den række af indicier, som er fremlagt i retten. Selvom det var Jakob Winefeld, der trykkede på aftrækkeren og affyrede det dødbringende skud, så finder retten, at Robin Nielsen er medskyldig i drabet, da han holdt den skarpladte revolver i starten af røveriet. Et af de beviser, politiet brugte i sagen, var masteoplysninger, der kunne dokumentere, at de tiltaltes mobiltelefoner var blevet brugt samtidig på den københavnske vestegn. De havde begge været forbundet til en mobilmast, der blandt andet dækker området, hvor den enes kolonihavehus lå. Nogle uger inden røveriet og drabet på Michael Pichard havde Folketinget vedtaget 
Terrorpakke 1 som reaktion på terrorangrebet den 11. september 2001. Lovpakken pålagde blandt andet teleselskaberne at registrere og opbevare masteoplysninger for alle mobiltelefoner i et år. Under retssagen blev det afsløret, at Robin Nielsen er tildelt Bandidos "dræbermærke", CDG, der er forkortelsen for det franske udtryk "Coup de Grace", nådestødet, der ifølge politiet betyder, at man har slået ihjel for klubben. Jordprøveundersøgelser fra Robin Nielsens' Mercedes var et vigtigt bevis i sagen. De blev sendt til analyser hos kemikere i firmaet MS Consult og på forsøgsstation Risø, der sammenlignede jorden fra bilen med jord fra rastepladsen, især den bløde jord som flugtbilen satte et dækaftryk i.
Østre Landsret mente, at der var tale om et meningsløst drab, og at røveriet var hensynsløst og brutalt. Der var fem dommerstemmer for at at give Jakob Winefeld livstid og 19 stemmer for 16 års fængsel. For livstid til Robin Nielsen var der tre dommerstemmer og 21 dommerstemmer for 16 års fængsel. De to Bandidos-rockere blev også dømt til at betale 631.000 kr. i erstatning til Michael Pichards enke, Heidi Johansen, 132.000 kr. til hendes ni-årige datter Line og 168.000 kr. til den syvårige søn Mikkel. 
Før retssagen startede blev Robin Nielsen og Jakob Winefeld sigtet for medvirken til drabet på den tidligere Bandidos-præsident Claus Bork Hansen. Den 21. marts 2001 blev Claus Bork Hansen dræbt i Vanløse. Fire Bandidos rockere blev i 2002 tiltalt for mordet på den frafaldne Bandidos-præsident. De tre blev frifundet. Den 41-årige Jens Christian Thorup dømtes og fik 16 års fængsel. Sigtelsen mod Nielsen og Winefeld frafaldt senere. 

### Efterfølgende
Den 31. oktober 2003 blev den afdøde Niels Petter Danevolds grav skændet på Assistens Kirkegård på Nørrebro. Selve gravstedet var skændet. Den store granitsten, der bar hans navn, lå knust til småstykker på jorden omkring. I første omgang var det ikke muligt for politiet at se, hvad der manglede i graven. Først, da Danevolds familie havde været kontaktet, og en ekspert havde undersøgt liget, stod det fast, at der manglede smykker og en Bandidos-lædervest ikke længere sad på kroppen.
Da ankesagen mod Winefeld og Nielsen kom for i Højesteret i 2004 argumenterede forsvarer Manfred Pedersen for, at straffesagen mod Robin Nielsen 
skulle gå om, fordi anklageren havde brugt en forkert retspraksis. Pedersen mente, at hans klient skulle frifindes for drabet og udtalte; "Det ligger allerede fast, hvem der skød og dræbte Michael Pichard. Det gjorde Jakob Daniel Winefeld. Robin var inde i banken, mens skyderiet fandt sted, og han havde derfor ingen mulighed for at vide, hvad der gik for sig udenfor." Den 8. marts 2004 stadfæstede Højesteret landsrettens dom.
Den 26. juni 2014 blev Jakob Winefeld prøveløsladt. Ekstra Bladet skrev i 2017 om en spektakulær sag, hvor Jakob Winefeld var indblandet. Han blev den 23. marts 2017 ved Retten i Helsingør frifundet for at have en pistol under sin seng. I 2021 fortalte hans ekskone Sada Vidoo at Winefeld ikke længere er medlem af Bandidos.

## På TV
I 2016 viste TV 2 dokumentaren "Drabet ved banken". Programmet var en del af TV 2-dokumentarserien "Gerningsstedet". Serien kunne tidligere ses på TV 2 Play. I 2020 viste Kanal 5 ligeledes en dokumentar om sagen, "Drabet i Ålsgårde", som en del af dokumentarserien Forbrydelser der rystede Danmark. Serien kan ses på discovery+.